# بيتر جيتش
بيتر توماس جيتش (29 مارس 1916- 12 ديسمبر 2013) هو فيلسوف بريطاني وبروفيسور في علم المنطق في جامعة ليدز، الحاصل على زمالة الأكاديمية البريطانية. كانت مجالات اهتماماته تتضمن المنطق الفلسفي، والأخلاقيات، والفلسفة، وفلسفة الدين، ونظرية الهوية.

## حياته
ولد بيتر غيتش في التاسع والعشرين من شهر مارس عام 1916 في لندن لوالده جورج هيدر جيتش، وهو بروفيسور فلسفة في لاهور والذي درس الفلسفة في كامبردج، وقد قضى سنواته الأولى في الكارديف. ارتاد جيتش المدرسة الكاتدرائية وكلية كليفتون.
تلقى جيتش تعليمات عن الفلسفة والمنطق من والده الذي كان عضواً في الخدمة التعليمية الهندية، كان بروفيسور فلسفة في لاهور ولاحقاً أصبح مدير كلية تدريب المعلمين في بيشاوار. كان زواج والداه غير سعيد وسرعان ما انهار. عاش في عمر الرابعة مع أجداده من طرف والدته في الكارديف، بعد ذلك قام ولي أمره بتربيته وأرسله للمدرسة الكاتدرائية ثم إلى كلية كليفتون، ولم يرَ والدته منذ طفولته مطلقاً.
حصل جيتش عام 1934 على منحة لدخول كلية باليول في جامعة أوكسفورد، وتخرج عام 1938 مع المركز الأول في دورة الشرف في الفلسفة والكلاسيكية في جامعة اوكسفورد.

## المهنة الأكاديمية
قضى جيتش سنة (1938-39) كطالب أبحاث في مكتبة غلادستون في هاوردن. وقام بعمل المزيد من البحوث في كامبردج بعد نهاية الحرب العالمية الثانية عام 1945.
تم تعيين جيتش في أول وظيفة أكادمية ثابتة له عام 1951 كمدرس مساعد في جامعة برمنغهام، حتى أصبح قارئ في المنطق. تم تعيينه كبروفيسور في المنطق عام 1966 في قسم الفلسفة في جامعة ليدز. استقال جيتش من منصبه عام 1981مع لقب بروفيسور فخري في المنطق. كما شغل منصب أستاذ زائر في جامعة كورنيل، وشيكاغو، وميشيغان، وبنسيلفانيا، ووارسو.
انتُخِب جيتش عام 1965 لمنصب عضو في إدارة الأكاديمية البريطانية. وانتُخب عام 1979 كعضو شرف في كلية باليول.

## الحياة الشخصية
كانت زوجته ومساعدته بأحيان متفرقة هي الفيلسوفة إليزابيث أنسكومب. غير كلاهما دينه إلى الكاثوليكية الرومانية، وتزوجا عام 1941 وأنجبا سبعة أطفال.شارك كلاهما عام 1961 بتأليف كتاب ثلاثة فلاسفة.  وكانا من الشخصيات القيادية البارزة في مجموعة الاستقصاء الفلسفي لمدة ربع قرن، وهو ملتقى سنوي للفلاسفة الكاثولكيين والذي أنشأه الأب كولومبا ريان عام 1954.